# Ракитница (Демир Хисар)
Ракитница (мкд. Ракитница) је насеље у Северној Македонији, у југозападном делу државе. Ракитница припада општини Демир Хисар.

## Географија
Насеље Ракитница је смештено у југозападном делу Северне Македоније. Од најближег већег града, Битоља, насеље је удаљено 45 km северозападно.
Ракитница се налази у североисточном делу области Демир Хисар. Насеље је положено у горњем делу тока Црне реке, у долинском делу. Северно и источно од насеља изидже се Бушева планина. Надморска висина насеља је приближно 700 метара.
Клима у насељу је континентална.

## Становништво
По попису становништва из 2002. године Ракитница је имала 37 становника.
Претежно становништво у насељу су етнички Македонци (100%).
Већинска вероисповест у насељу је православље.